# Allison Abbate
Allison Therese Abbate (nacida el 23 de julio de 1965) es una productora de cine y animadora estadounidense, especializada en películas animadas.
En 2000 Abbate ganó el premio de la Academia Británica de las Artes Cinematográficas y de la Televisión (BAFTA) por su trabajo en The Iron Giant. En 2006 fue nominada al premio "Productor de película animada del año" por su trabajo en la película Corpse Bride de Tim Burton.
También trabajó en Fantastic Mr. Fox. Dirigida por Wes Anderson, la película está basada en el libro del mismo nombre escrito por Roald Dahl y cuenta con las voces de George Clooney, Meryl Streep, Bill Murray, Jason Schwartzman y Owen Wilson. Abbate también hace parte del elenco de la cinta, encargándose de aportar la voz de la exnovia de Rabbit. Colaboró nuevamente con Tim Burton en Frankenweenie, convirtiéndose en su tercer colaboración a gran escala con el director (junto a Corpse Bride y The Nightmare Before Christmas).
Más recientemente, fue productora ejecutiva de la película The Lego Movie.
Abbate está casada con Tony Cervone, un director de animación, escritor y productor.

## Filmografía
- Out of This World (1988) (productora asociada)
- The Rescuers Down Under (1990) (asistente de producción)
- The Nightmare Before Christmas (1993) (coordinadora artística)
- Runaway Brain (1995) (productora asociada)
- Space Jam (1996) (coproductora de animación)
- The Iron Giant (1999) (productora)
- Looney Tunes: Back in Action (2003) (productora de animación)
- Corpse Bride (2005) (productora)
- Fantastic Mr. Fox (2009) (productora)
- Frankenweenie (2012) (productora)
- The Lego Movie (2014) (productora ejecutiva)
- ¡Scooby! (2020) (productora)
- Tom y Jerry (2020) (productora ejecutiva)
- Space Jam: A New Legacy (2021) (productora ejecutiva)